# Spencer Compton, 1:e earl av Wilmington
Spencer Compton, 1:e earl av Wilmington, född omkring 1673-74 på slottet Compton Wynyates i Warwickshire, död 2 juli 1743 i London, var en brittisk politiker som ingick i regeringen från 1715 till sin död. Från 16 februari 1742 var han Storbritanniens andre premiärminister. I praktiken var han då en galjonsfigur för regeringens starke man Lord Carteret. Spencer Compton tillhörde whigs.

## Biografi
Spencer Compton var tredje son till James Compton, 3:e earl av Northampton. Han valdes till underhuset första gången 1698. Fastän hans familj var högtories anslöt han sig till whigs efter ett gräl med sin bror George Compton. I parlamentet blev han snart framträdande i whigpartiet och påbörjade ett samarbete med Robert Walpole som varade i över 40 år.
År 1707 blev han Paymaster of Pensions. Han behöll denna post under sex år trots att han lämnade parlamentet 1710 och att en toryregering tog makten det året. Det anses att tories behöll honom eftersom de försökte upprätthålla stödet från familjen Compton. 1713 blev Compton åter invald i underhuset. När whigs kom till makten hoppades han få ett högt ämbete, men så skedde inte. I stället blev han skattmästare åt prinsen av Wales (senare Georg II). Kort därefter valdes han enhälligt till talman i underhuset. Denna post behöll han från 1715 till 1727. Från 1716 ingick han dessutom i Privy Council. När whigpartiet splittrades 1717 anslöt sig Compton till Walpoles och Townshends allians och hamnade i opposition mot regeringen. Trots detta behöll sin Privy Council-post till 1720, då splittringen tog slut.
Walpole blev den ledande ministern 1721. Det spekulerades om vad som skulle ske om Georg I avled och efterträddes av sin son. Sonen var mer vänligt inställd till Compton än till Walpole och sade ibland att han tänkte låta Compton efterträda Walpole. För att undvika detta försökte Walpole hålla Compton i utkanten av regeringen. Han fick dock posten som Paymaster General från 1722 till 1730. År 1725 gick Compton med i Walpoles regering som Lord Privy Seal och blev också riddare av Bathorden.
År 1727 blev Georg II kung och ämnade genomföra det byte av regeringschef som han hade föreskickat. Compton tyckte dock att han inte var förmögen att ha en så krävande post. Han meddelade detta vid ett möte med kungen och Walpole.
För att flytta honom från underhuset lät Walpole adla Compton som  Baron Wilmington 1728. Två år senare blev han Earl av Wilmington och Viscount Pevensey och utsågs till Lord President of the Council. Han blev i ökande omfattning associerad med de whigs som var kritiska mot Walpole, men höll sig i parlamentet vanligen till regeringens linje. Under en kris 1733 hotade han med att avgå. Han drog tillbaka sitt hot i utbyte mot att bli riddare av Strumpebandsorden. Han förblev Lord President till 1742. I januari det året efterträdde han Walpole som Förste skattkammarlord och till namnet regeringschef, fastän regeringen i praktiken var dominerad av lord Carteret. Wilmingtons hälsa var nu dålig. Han dog utan arvingar.
Städerna Wilmington, North Carolina och Wilmington, Delaware är uppkallade efter honom.